# الشاقه السفلى (الملاح)

تعديل مصدري - تعديل

الشاقه السفلى هي إحدى قرى عزلة الملاح بمديرية الملاح التابعة لمحافظة لحج، بلغ تعداد سكانها 214 نسمة حسب تعداد اليمن لعام 2004.